# العماني الراجز
أبو عبد الله محمد بن ذؤيب بن محجن بن قدامة العُماني الراجز الفُقيمي الحنظلي الدارمي (67هـ/686م - 197هـ/813م) شاعر عربي من العصر العباسي.

## سيرته
نشأ محمد بن ذؤيب في مدينة البصرة في العراق، وكانت ولادته في سنة 67هـ، ويعود نسبه إلى بني حنظلة بن مالك بن زيد بن مناة بن تميم، ولُقِّب بالعُمانِي لاصفراره ومشابهته لأهل عمان. اتصل العماني بهارون الرشيد، وتوثَّقت صلته به، وشهد مُبايعة ابنه محمد الأمين بولاية العهد، وصحب الرشيد في غزواته ضُدَّ الروم. عمَّر العماني عُمراً طويلاً، وتُوفِّي في 197هـ عن عمر مائة وثلاثين سنةً.

## شعره
ألَّف العماني الرجز والقصيد معاً، ويُوصَف شعره بالسهولة والعذوبة، ولا يشتمل على ألفاظٍ غريبةٍ غليظةٍ، ويتناول في شعره المديح والوصف، وأجاد وصف الفرس والنعام على وجه الخصوص. لم يكن العماني من المُكثِرين، ويكتب ابن النديم في «الفهرست» أنَّ ديوانه في خمسين ورقةً، وفي مجموع ألف بيتٍ.